# Christine Rayner
Christine Rayner foi uma atriz britânica da era do cinema mudo.

## Filmografia selecionada
- Sally Bishop (1916)
- The Kinsman (1919)
- Kipps (1921)
- Comin' Thro the Rye (1923)